# Йонге Мінг'юр Рінпоче
Йонге Мінг'юр Рінпоче (тиб. ཡོངས་དགེ་མི་འགྱུར་རིན་པོ་ཆེ།, Wylie: yongs dge mi 'gyur rin po che) — тибетський вчитель і майстер ліній тибетського буддизму Карма Каг'ю та Ньїнгма. Він написав п'ять книг і керує Tergar Meditation Community, міжнародною мережею центрів буддійської медитації.
Йонге Мінґ'юр Рінпоче – молодший син Тулку Ургьєна Рінпоче.
Він народився у невеликому селі в Непалі у 1975 році. Вже з раннього віку медитація для нього стала способом життя — він любив вдаватися до споглядання в відокремлених печерах неподалік будинку. З віку 9 років Тулку Ург'єн почав навчати сина медитації, передаючи йому важливі настанови з традицій махамудри та дзогчен — навчань, які вважаються таємними та доступними лише досвідченим практикуючим.
Коли Рінпоче виповнилося 11 років, він розпочав навчання в одному з головних монастирів лінії Каг'ю - Шераб Лінге, яким керував Є.С. Тай Сіту Рінпоче. Через рік молодшого сина Тулку Ургьєна було офіційно визнано Є.С. Тай Сіту Рінпоче сьомим втіленням Йонге Мінґьюра Рінпоче.
Через два роки навчання юний Міньюр Рінпоче вже просив особливого дозволу на трирічний ретріт у свого батька та голови монастиря. Отримавши дозвіл, він зміг повністю поринути у практику під керівництвом досвідченого майстра медитації Салдже Рінпоче. У ході ретриту Мінґ'юр Рінпоче виявляв найбільшу старанність і зміг досягти контролю над розумом та емоціями та подолати свою дитячу недугу — панічні атаки. Після закінчення ретриту його наставник Салдже Рінпоче залишив цей світ. І за рішенням Є.С. Тай Сіту Рінпоче новим майстром, який курирує ретрити, був призначений Мінґ'юр Рінпоче. Він став наймолодшим керівником ретритів в історії буддизму Тибету.
У 19 років Мінг'юр Рінпоче вступив до коледжу монастиря Дзонгсар, де під керівництвом відомого Кхенпо Кунгі Вангчука приступив до вивчення найважливіших текстів канонічного буддизму, що включають доктрину Середнього Шляху та буддійську логіку.
Коли Мингьюру Ринпоче виповнилося 20 років, Є.С. Сіту Рінпоче призначив його управляти діяльністю монастиря Шераб Лінг. Молодий настоятель майстерно справлявся з цим завданням, поєднуючи його з викладанням у коледжі для ченців, наставництвом для практикуючих у ретриті та з власною практикою.
У 23 роки Мінґ'юр Рінпоче отримав повну чернечу посвяту від Є.С. Тай Сіту Рінпоче.
Протягом цього періоду він також отримав важливі вчення Дзогчен від великого Ньошула Кхена Рінпоче, славетного вчителя школи буддизму Тибету тибетського Ньінгма. Пізніше він отримав важливі передачі традиції Дзогчен від Кьябдже Трулшика Рінпоче, включаючи Усну Традицію школи Ньінгма (Ньінгма Кама) та Чотири Гілки Серцевої Сутності (Ньінгтік Ябщі). У монастирі Шераб Лінг він брав участь у передачі зборів навчань великого лами Джамгона Конгтрула «Коштовна Скарбниця Терма» (Рінчен Тердзо) та «Скарбниця Ключових Настанов» (Дамнгак Дзо).
У 2002-му році, на настійне прохання О.С. Далай-лами Міньюр Рінпоче увійшов до складу групи досвідчених практиків буддійської медитації, які були запрошені взяти участь у дослідженнях Вейсманівської лабораторії нейрофізіології та поведінки мозку при Університеті Вісконсіна. Річард Девісон та Антуан Лутц разом з іншими вченими провели низку серйозних експериментів щодо вивчення впливу медитації на активність мозку піддослідних. Чудові результати цих досліджень були опубліковані на сторінках багатьох відомих журналів, включаючи National Geographic та Time. Рінпоче і досі продовжує брати участь у цьому дослідженні, активно підтримуючи живий діалог між західною наукою та буддизмом. Він є консультантом в Інституті розуму та життя, а також випробуваним у безперервному ряді експериментів щодо вивчення впливу медитації на нервову систему та фізіологію людини.
У 2007 році Мінґ'юр Рінпоче завершив будівництво монастиря Тергар Рігзін Кхачо Тарг'є Лінг у Бодхгайї (Індія). Монастир служить безлічі людей, які приїжджають у це святе місце паломництва на різні Буддійські події, проводить щорічний місяць наукових дебатів школи Карма Каг'ю. Також на базі монастиря організовано міжнародний інститут для практикуючих та мирян та відкрито лікарню для місцевих жителів.
Крім цього з 2010 року Міньюр Рінпоче є настоятелем монастиря Тергар Осел Лінг в Катманду (Непал), заснованим його батьком Тулку Ург'єном Рінпоче. У ньому Міньюр Рінпоче відкрив шедру (коледж для ченців).
Він також регулярно дає навчання в Європі, Північній та Південній Америці та Азії, де займається діяльністю медитаційних центрів та груп Тергар, кількість яких зростає з року в рік.
На початку червня 2011 року Мінґ'юр Рінпоче залишив свій монастир у Бодхгайї, щоб розпочати тривалий бродячий ретріт. Він пішов опівночі, нічого не взявши з собою і залишивши лист свого оточення. І наступні 4 роки він провів як мандрівний йогін.
Протягом перших кількох тижнів свого ретриту Рінпоче пережив передсмертний досвід. Це, за словами Рінпоче, було ключовим і трансформуючим переживанням у його житті.
У листопаді 2015 року Мінь'юр Рінпоче повернувся з одиночного ретриту.
Нині він продовжує свою діяльність як настоятель, вчитель та наставник для своїх учнів — ченців та практикуючих у всьому світі.
Українська група практикуючих https://tergar.org/communities-and-practice-groups/find-a-center-or-group/tergar-online-ukrainian-practice-group/